# Hòa Bình (provins)
Hoa Binh är en bergsprovins i norra Vietnam. Provinsen gränsar till Son La i väst, Phu Tho och Ha Tay i norr, Ha Nam och Ninh Binh i öst samt Thanh Hoa i söder. Den årliga medeltemperaturen i provinsen är mellan 22,9 och 25 °C. Provinshuvudstad är Hoa Binh.

## Etniska grupper
- Viet
- Kinh
- Muong
- Thai
- Tay
- H'mong
- Dao

## Distrikt
Hoa Binh är ett stadsdistrikt, de övriga är landsbygdsdistrikt.
(Namn på vietnamesiska inom parentes)
- Hoa Binh (Hoà Bình)
- Da Bac (Đà Bắc)
- Mai Chau (Mai Châu)
- Ky Son (Kỳ Sơn)
- Cao Phong (Cao Phong)
- Luong Son (Lương Sơn)
- Kim Boi (Kim Bôi)
- Tan Lac (Tân Lạc)
- Lac Son (Lạc Sơn)
- Lac Thuy (Lạc Thuỷ)
- Yen Thuy (Yên Thuỷ)